# Bunuri mobile din domeniul arheologie clasate în patrimoniul cultural național al României aflate în județul Brăila
Acestă listă conține bunurile mobile din domeniul arheologie clasate în Patrimoniul cultural național al României aflate la momentul clasării în județul Brăila.

## Tezaur
| Foto | Informații generale   | Detalii tehnice                                                                                  | Descriere | Deținător              | Legături |
| ---- | --------------------- | ------------------------------------------------------------------------------------------------ | --- | ---------------------- | -------- |
|      | Topor                 | Datare: A doua jumătate a mileniului V a.Chr. Material: cupru                                    | Un topor plat, cu o formă puțin tipică pentru seria topoarelor din cupru din aria culturală Gumelnița | Muzeul Brăilei, Brăila | Cimec    |
|      | Vas-suport            | Datare: 2/2 mileniul V a.Chr. Material: lut                                                      | | Muzeul Brăilei, Brăila | Cimec    |
|      | Cupă                  | Datare: A doua jumătate a mileniului V a.Chr. Material: lut                                      | | Muzeul Brăilei, Brăila | Cimec    |
|      | Vas de tip Boian      | Datare: prima jumatate a mileniului V a.Chr. Descoperit: Brăilița, Vadul Catagaței Material: lut | Vas bitronconic cu decor în registre: zig-zag, caneluri și dinți de lup. | Muzeul Brăilei, Brăila | Cimec    |
|      | Vas de tip Boian      | Datare: 1/2 mileniul V a.Chr. Descoperit: Brăilița, Vadul Baldovinești Material: lut             | | Muzeul Brăilei, Brăila | Cimec    |
|      | Figurină              | Datare: A doua jumătate a mileniul V a.Chr. Material: lut                                        | Figurină antropomorfă dublă, pe tron, cea masculină ținând bratul drept petrecut peste umărul celei feminine. Cele două personaje sunt reprezentate realist, îmbrățișate, formmând un cuplu divin.                 | Muzeul Brăilei, Brăila | Cimec    |
|      | Măsuță                | Datare: A dpua jumătate a mileniul V a.Chr. Material: lut                                        | Măsuță - vas suport zoomorf cu corp pătrat, gura largă, dreaptă, cu patru picioare scurte și phallus pe una din laturi.                                                                                            | Muzeul Brăilei, Brăila | Cimec    |
|      | Figurină antropomorfă | Datare: Mileniul V a.Chr. Material: lut                                                          | Decorul sugerează îmbrăcămintea. | Muzeul Brăilei, Brăila | Cimec    |
|      | Măsuță                | Datare: 1/2 mileniul V a.Chr. Descoperit: , com. Lișcoteanca, Movila din Baltă Material: lut     | Măsuță de cult decorată cu benzi incizate. | Muzeul Brăilei, Brăila | Cimec    |
|      | Vas cu picior         | Datare: A doua jumătate a mileniul V a.Chr. Material: lut                                        | | Muzeul Brăilei, Brăila | Cimec    |
|      | Placă                 | Datare: A doua jumătate a mileniului V a.Chr. Descoperit: , com. Lișcoteanca Material: lut       | Decor de semicercuri incizate, perforație centrală și două perforații mai mici, la colțurile opuse ale rombului.                                                                                                   | Muzeul Brăilei, Brăila | Cimec    |
|      | Vas tronconic         | Datare: Mileniul V a.Chr. Descoperit: , com. Lișcoteanca Material: lut                           | | Muzeul Brăilei, Brăila | Cimec    |
|      | Vas piriform          | Datare: A doua jumătate a mileniului V a.Chr. Material: lut                                      | Vas cu toarte, corp piriform, gât îngust, buza dreaptă. | Muzeul Brăilei, Brăila | Cimec    |
|      | Vas de provizii       | Datare: Sec. XII-XI a.Chr. Material: lut                                                         | Tip de vas rar descoperit întreg, formă și decor tipic pentru cultura Coslogeni. | Muzeul Brăilei, Brăila | Cimec    |
|      | Unguentariu           | Datare: Sec. I-II p.Chr. Material: sticlă                                                        | Unguentarium de formă rară întâlnită în sticlăria romană, mărturie a relațiilor cu zona est-mediteraneană. | Muzeul Brăilei, Brăila | Cimec    |
|      | Vas bitronconic       | Datare: Sec. XI-X a.Chr. Material: lut                                                           | Vas bitronconic cu gât înalt și buza evazată, mici proeminențe pe linia diametrului maxim. Rar întâlnit în cultura Babadag, are valențe artistice prin forma și eleganța siluetei.                                 | Muzeul Brăilei, Brăila | Cimec    |
|      | Ulcior                | Datare: Sec. IV p.Chr. Material: lut                                                             | Urcior cu o toartă. Tip de vas mai rar întâlnit, prin formă și decor este o piesă cu valențe artistice. | Muzeul Brăilei, Brăila | Cimec    |
|      | Basorelief            | Datare: Sec. II-III p.Chr. Material: marmură                                                     | Artefact mai rar întâlnit, piesă caracteristică pentru reprezentarea Cavalerului trac înaintând călare, spre dreapta.                                                                                              | Muzeul Brăilei, Brăila | Cimec    |
|      | Inel                  | Datare: Sec. II-III p.Chr. Material: jasp; argint                                                | Inel cu gemă gravată, cu valențe artistice și religioase. | Muzeul Brăilei, Brăila | Cimec    |
|      | Cană                  | Datare: Sec. I-II p.Chr. Material: lut                                                           | Cană înaltă cu o toartă. Piesele de acest tip cu reprezentări figurative sunt rarisime. Ilustrează relații de schimb între daci și sarmați.                                                                        | Muzeul Brăilei, Brăila | Cimec    |
|      | Bol                   | Datare: Sec. II-I a.Chr. Material: argilă                                                        | Cupă-bol cu umăr înalt și buza evazată, decor pe jumătatea inferioară. Extrem de rare exemplarele întregi. Atestă adoptarea unor tehnologii elenistice de către daci.                                              | Muzeul Brăilei, Brăila | Cimec    |
|      | Aplică de harnașament | Datare: Sec. IV a.Chr. Dimensiuni: DLA=7,0 Material: metal alb; argint                           | Aplică cu trei capete de cal în vârtej. Atestă prezența unui mormânt aristocratic tracic. | Muzeul Brăilei, Brăila | Cimec    |
|      | Aplică de harnașament | Datare: Sec. IV a.Chr. Dimensiuni: DLA=6,8 Material: metal alb; argint                           | Aplică cu trei capete de cal în vârtej. Atestă prezența unui mormânt aristocratic tracic. | Muzeul Brăilei, Brăila | Cimec    |
|      | Aplică de harnașament | Datare: Sec. IV a.Chr. Dimensiuni: DLA=7,1 Material: metal alb; argint                           | Aplică cu trei capete de cal în vârtej. Atestă prezența unui mormânt aristocratic tracic. | Muzeul Brăilei, Brăila | Cimec    |
|      | Aplică de harnașament | Datare: Sec. IV a.Chr. Dimensiuni: DLA=2,8 Material: metal alb; argint                           | Aplică prelungă cu două animale schematice. Atestă prezența unui mormânt aristocratic tracic. | Muzeul Brăilei, Brăila | Cimec    |
|      | Aplică de harnașament | Datare: Sec. IV a.Chr. Dimensiuni: DLA=7,0 Material: metal alb; argint                           | Aplică cu trei capete de cal în vârtej. Atestă prezența unui mormânt aristocratic tracic. | Muzeul Brăilei, Brăila | Cimec    |
|      | Basorelief            | Datare: Sec. II-III p.Chr. Material: marmură                                                     | Basorelief reprezentând Cavalerul trac călare, spre dreapta, atacând un mistreț. | Muzeul Brăilei, Brăila | Cimec    |
|      | Cercel                | Datare: Sec. XI p.Chr. Dimensiuni: Gr=7,85 Material: aur                                         | Cercel cu verigă simplă, deschisă. | Muzeul Brăilei, Brăila | Cimec    |
|      | Cercel                | Datare: Sec. XI p.Chr. Dimensiuni: Gr=7,85 Material: aur                                         | | Muzeul Brăilei, Brăila | Cimec    |
|      | Skyphos               | Datare: Sec. II a.Chr. Material: lut                                                             | Piesă rarisimă în spațiul carpato-dunărean, mărturie a relațiilor comerciale ale geților cu Pergamul elenistic | Muzeul Brăilei, Brăila | Cimec    |
|      | Cataramă              | Datare: Mileniul III-II a.Chr. Material: alabastru                                               | Cataramă circulară cu perforație centrală. Mărturie a prezenței aici a unor populații răsăritene. | Muzeul Brăilei, Brăila | Cimec    |
|      | Colier                | Datare: Mileniul III-II a.Chr. Material: scoică; piatră                                          | Colier de 26 de mărgele bitronconice și ovoidale. Atestă prezența unor populații răsăritene. | Muzeul Brăilei, Brăila | Cimec    |
|      | Cataramă              | Datare: Mileniul III-II a.Chr. Material: marmură                                                 | Cataramă circulară cu două perforații, una mare, centrală, și alta mică, laterală. Mărturie a prezenței aici a unor populații răsăritene.                                                                          | Muzeul Brăilei, Brăila | Cimec    |
|      | Topor                 | Datare: Mileniul III-II a.Chr. Dimensiuni: Gr=1950 g Material: bronz                             | Topor puternic arcuit. Atestă prezența aici a unor populații răsăritene. | Muzeul Brăilei, Brăila | Cimec    |
|      | Cataramă              | Datare: Mileniul III-II a.Chr. Material: marmură                                                 | Cataramă circulară cu două perforații, una mare, centrală, și alta mică, laterală. Mărturie a prezenței aici a unor populații răsăritene.                                                                          | Muzeul Brăilei, Brăila | Cimec    |
|      | Sceptru               | Datare: Mileniul III-II a.Chr. Material: marmură                                                 | Sceptru de formă semicirculară, cu un capăt mai gros și celălalt mai subțire. Atestă prezența aici a unor populații răsăritene.                                                                                    | Muzeul Brăilei, Brăila | Cimec    |
|      | Castron               | Datare: Mileniul II a.Chr. Material: lut                                                         | Formă de vas rar întâlnită și cu decor deosebit, incizat, în val dublu și linii circulare sub buză și pe diametrul maxim. Apucători. Urme de ardere. Piesă importantă pentru încadrarea cronologică a mormântului. | Muzeul Brăilei, Brăila | Cimec    |
|      | Askos                 | Datare: Mileniul II a.Chr. Material: lut                                                         | Atestă influențe sudice și prezența unor populații răsăritene. | Muzeul Brăilei, Brăila | Cimec    |
|      | Pandantiv             | Datare: Sec. II p.Chr. Dimensiuni: Gr=0,41 g Material: aur                                       | Pandantiv circular deschis cu un buton central, sub veriga de prindere și doi butoni la capetele deschise. Contribuie la încadrarea cronologică a mormântului.                                                     | Muzeul Brăilei, Brăila | Cimec    |
|      | Ulcior                | Datare: Sec. II p.Chr. Material: lut                                                             | Urcior cu o toartă, descor șarpe în relief pe umăr. A contribuit la încadrarea precisă a mormântului. | Muzeul Brăilei, Brăila | Cimec    |
|      | Coif                  | Datare: Sec. IV a.Chr. Dimensiuni: La obrăzare=9,4 Material: bronz                               | Coif cu calota sferică și obrăzare. Atestă prezența unui mormânt aristocratic tracic. | Muzeul Brăilei, Brăila | Cimec    |

## Fond
| Foto | Informații generale | Detalii tehnice | Descriere | Deținător                                 | Legături |
| ---- | ------------------- | --- | --- | ----------------------------------------- | -------- |
|      | Topor               | Descoperit: jud. IAȘI, com. ANDRIEȘENI, ANDRIEȘENI Dimensiuni: diametru gaură înmănușare = 1.57 cm Material: Granit/șlefuire/perforare                                                          | Topor-ciocan cu gaură de înmănușare transversală, lucrat din granit de culoare negricioasă. Are formă aproximativ romboidală, cu ceafa rotunjită, fără urme de utilizare, orificiul de înmănușare cu diametrul de 17 mm, executat dintr-o singură direcție și tăișul rupt din vechime. Mici ciobiri pe una dintre fețe, în zona orificiului de înmănușare. Suprafața este patinată și puțin erodată. | Direcția Județeană pentru Cultură, Brăila | Cimec    |
|      | Lampă               | Datare: 2/2 mil. V a. Chr. Descoperit: jud. Brăila, com. Bordei Verde, Lișcoteanca, Movila Olarului Material: lut; modelare cu mâna, ardere                                                     | Lampă zoomorfă din pastă semifină; culoare roșiatică-cenușie, urme de ardere secundară; formă bironconică; 2 tortițe, aplicate pe diametrul maxim; 4 piciorușe; la partea superioară este perforată; forma amintește de o țestoasă; orificiul central indică utilizarea ca lampă. | Muzeul Brăilei, Brăila                    | Cimec    |
|      | Colier              | Datare: Mileniul V a. Chr. Descoperit: jud. Brăila, com. Bordei Verde, Lișcoteanca, Movila Olarului Material: lut; modelare cu mâna                                                             | Colier, alcătuit din 55 mărgele de lut de dimensiuni diferite; lut fin de culoare gălbui-cărămizie; suprafața mărgelelor este acoperită cu slip alb-gălbui; au formă de butoiaș alungit, cu capetele plate; toate sunt perforate orizontal. | Muzeul Brăilei, Brăila                    | Cimec    |
|      | Vas-polonic         | Datare: Mileniul V a. Chr. Descoperit: jud. Brăila, com. Bordei Verde, Lișcoteanca, Movila Olarului Material: lut; modelare cu mâna, ardere                                                     | Vas-polonic cu căuș globular, cu buza verticală și fund rotunjit; slip lustruit; culoare cărămizie; toartă plină, înălțată, prinsă direct de baza căușului. | Muzeul Brăilei, Brăila                    | Cimec    |
|      | Pandantiv           | Datare: Mijlocul mileniului V a. Chr. Descoperit: jud. Brăila, Însurăței, Popina II Material: lut; ardere oxidantă                                                                              | Pandativ, de formă biconică; capete antropomorfe cu perforații transversale; pe diametrul maxim are 4 tortițe orizontale perforate, dispuse în cruce; culoare roșiatică; gol la interior, conține mai multe bile care îi conferă piesei statut de "amuletă-zornăitoare". | Muzeul Brăilei, Brăila                    | Cimec    |
|      | Cuțit - lamă        | Datare: 2/2 mileniului V a. Chr. Descoperit: jud. Brăila, Însurăței, Popina I Material: silex; cioplire, retușare                                                                               | Lamă din silex de culoare neagră; vârf și laturi retușate, vârful este ascuțit iar baza ușor rotunjită. | Muzeul Brăilei, Brăila                    | Cimec    |
|      | Cuțit - lamă        | Datare: 2/2 mileniului V a. Chr. Descoperit: jud. Brăila, com. Bordei Verde, Lișcoteanca, Movila Olarului Material: silex                                                                       | Cuțit pe lamă de mari dimensiuni; silex gălbui-cafeniu; lama lungă cu profil curbat; secțiune triunghiulară și fără retușe. | Muzeul Brăilei, Brăila                    | Cimec    |
|      | Gratoar pe lamă     | Datare: 2/2 mileniului V a. Chr. Descoperit: jud. Brăila, com. Bordei Verde, Lișcoteanca, Movila Olarului Material: silex                                                                       | Gratoar pe lamă sin silex cafeniu, de formă rombică; partea activă și laturile sunt retușate; pe laturi urme de lustruire. | Muzeul Brăilei, Brăila                    | Cimec    |
|      | Vârf de lance       | Datare: 2/2 mileniului V a. Chr. Descoperit: jud. Brăila, com. Bordei Verde, Lișcoteanca, Movila Olarului Material: os; șlefuire                                                                | Vârf de lance lucrat pe așchie de os, ușor convexă; formă foliacee, baza rotunjită și vârf bine ascuțit; urme de ardere. | Muzeul Brăilei, Brăila                    | Cimec    |
|      | Topor               | Datare: 2/2 mileniului V a. Chr. Descoperit: jud. Brăila, com. Bordei Verde, Lișcoteanca, Movila din Baltă Material: silex; cioplire                                                            | Topor din silex, de culoare gălbui-maronie; formă trapezoidală cu tăișul rotunjit. | Muzeul Brăilei, Brăila                    | Cimec    |
|      | Verigă-inel         | Datare: Mijlocul mileniului V a. Chr. Descoperit: jud. Brăila, Popina II Material: cupru; ciocănire                                                                                             | Verigă tip inel, formată dintr-o bară de cupru îndoită; secțiune circulară și capetele ascuțite. | Muzeul Brăilei, Brăila                    | Cimec    |
|      | Vârf de lance       | Datare: 2/2 mileniului V a. Chr. Descoperit: jud. Brăila, Brăila, Vadul Cataguței Material: silex; cioplire, retușare                                                                           | Vârf de lance, lucrat din silex, de culoare cafenie; formă triungiulară, laturile arcuite și baza concavă; pe laturi sunt retușuri fine repetate. | Muzeul Brăilei, Brăila                    | Cimec    |
|      | Vârf de lance       | Datare: 2/2 mileniului V a. Chr. Descoperit: jud. Brăila, Brăila, Vadul Cataguței Material: silex; cioplire, retușare                                                                           | Vârf de lance, lucrat din silex de culoare gălbuie, cu pete albicioase; formă triunghiulară, laturile arcuite și baza dreaptă, aplatizată; pe laturi sunt retușe fine repetate. | Muzeul Brăilei, Brăila                    | Cimec    |
|      | Suveică             | Datare: 2/2 mileniului V a. Chr. Descoperit: jud. Brăila, com. Brăila, Brăila, Vadul Cataguței Material: colț de mistreț                                                                        | Suveică, lucrată din colț de mistreț; la un capăt este ascuțit iar la celălalt este rotunjit și perforat; deasupra perforației sunt două mici crestături pentru introducerea unui fir de ață; folosită la împletit plase sau ca suveică. | Muzeul Brăilei, Brăila                    | Cimec    |
|      | Pintaderă           | Datare: 2/2 mileniului V a. Chr. Descoperit: jud. Brăila, Brăila, Vadul Cataguței Material: lut; ardere                                                                                         | Pintaderă, din pastă comună, acoperită cu slip lustruit; culoare cărămizie; urme de ardere secundară; formă discoidală, cu mâner scurt, perforat; decor plastic în formă de spirală ce pornește din centrul piesei. | Muzeul Brăilei, Brăila                    | Cimec    |
|      | Pintaderă           | Datare: 2/2 mileniului V a. Chr. Descoperit: jud. Brăila, Brăila, Vadul Cataguței Material: lut; ardere                                                                                         | Pintaderă din pastă comună, acoperită cu slip lustruit; culoare roșcată; formă discoidală cu mâner scurt, perforat; decor plastic în formă de spirală care pornește din centrul piesei. | Muzeul Brăilei, Brăila                    | Cimec    |
|      | Vas sferoidal       | Datare: 2/2 mileniului V a. Chr. Descoperit: jud. Brăila, Brăila, Vadul Cataguței Material: lut; ardere                                                                                         | Vas sferoidal, din pastă fină, acoperită cu slip lustruit; culoare brun-cenușie; corp sferic, gât tronconic; sub diametrul maxim o tortiță perforată orizontal; corpul, între gât și bază, este acoperit cu caneluri late, dispus oblic. | Muzeul Brăilei, Brăila                    | Cimec    |
|      | Vas bitronconic     | Datare: 1/2 mileniului V a. Chr. Descoperit: jud. Brăila, Brăila, Vadul Catagaței Material: lut; ardere                                                                                         | Vas bitronconic, din pastă fină, acoperită cu slip lustruit; culoare gălbui-castanie; ardere secundară; formă bitronconică, buza evazată, gât tronconic, umăr rotunjit, corp sferoidal; pe umăr, două tortițe bandate, tubulare, albiate la exterior. | Muzeul Brăilei, Brăila                    | Cimec    |
|      | Vas-tipsie          | Datare: 2/2 mileniului V a. Chr. Descoperit: jud. Brăila, Brăila, Vadul Catagaței Material: lut; ardere                                                                                         | Vas-tipsie, din pastă fină, acoperită la interior cu slip lustruit, culoare gălbuie-cărămizie; gura largă, corp semisferic, fund rotunjit; decor pe buză sub formă de grupuri de linii adâncite și pictate cu roșu și alb; corpul este decorat la interior, prin pictare cu roșu și alb, decorul fiind format din jumătăți de meandre dispuse în cruce, care formează un motiv de tip "crux gamata". | Muzeul Brăilei, Brăila                    | Cimec    |
|      | Colier              | Datare: 1/2 mil IV a.Chr. Descoperit: jud. Brăila, Brăila, Brăilița - Vadul Catagaței Material: marmură, scoică spondylus; lustruire, perforare                                                 | Colier, alcătuit din 46 de mărgele - 37 din spondylus și 9 din marmură; 39 de mărgele au formă bitronconică/de butoiaș, iar 7 mărgele de mici dimensiuni sunt tubulare; toate sunt perforate orizontal. | Muzeul Brăilei, Brăila                    | Cimec    |
|      | Colier              | Datare: 1/2 mil IV a.Chr. Descoperit: jud. Brăila, Brăila, Brăilița - Vadul Catagaței Material: scoică spondylus, piatră calcaroasă; șlefuire, perforare, polisare                              | Colier, format din 26 de mărgele de formă bitronconică ori de butoiaș, lucrate din spondylus; piesele bitronconice sunt masive, iar cele în formă de butoiaș sunt mai prelungi. | Muzeul Brăilei, Brăila                    | Cimec    |
|      | Colier              | Datare: 2/2 mil IV a.Chr. Descoperit: jud. Brăila, Brăila, Vadul Catagaței Material: scoică | Colier din 110 mărgele; 10 mărgele sunt din spondylus și au formă bitronconică; 10 mărgele discoidale sunt din malahit; 90 de mărgele discoidale sunt dintr-o rocă de culoare maronie. | Muzeul Brăilei, Brăila                    | Cimec    |
|      | Colier              | Datare: 2/2 mil IV a.Chr. Descoperit: jud. Brăila, Brăila, Vadul Catagaței Material: scoică, malahit                                                                                            | Colier format din 24 mărgele discoidale; cinci mărgele sunt din spondylus și 19 mărgele sunt din malachit. | Muzeul Brăilei, Brăila                    | Cimec    |
|      | Pahar               | Datare: 2/2 mil V a.Chr. Descoperit: jud. Brăila, com. Bordei Verde, Lișcoteanca, Movila Olarului Material: lut; ardere                                                                         | Pahar din pastă fină, acoperită cu angobă cărămizie; formă bitronconică, cu buza evazată, gât tronconic, umăr carenat și corp semisferic; decor pictat cu alb, în formă de linii oblice și meandre, dispus pe gât (în bună parte este căzut). | Muzeul Brăilei, Brăila                    | Cimec    |
|      | Colier              | Datare: 1/2 mil IV a.Chr. Descoperit: jud. Brăila, Brăila, Vadul Catagaței Material: scoică, marmură                                                                                            | Colier format din 18 mărgele de formă bitronconică sau butoiaș (17) și tubulară (1). 11 mărgele sunt din marmură albă, 7 mărgele sunt din spondylus. | Muzeul Brăilei, Brăila                    | Cimec    |
|      | Colier              | Datare: 2/2 mil IV a.Chr. Descoperit: jud. Brăila, Brăila, Vadul Catagaței Material: scoică, piatră calcaroasă; șlefuire, perforare                                                             | Colier, alcătuit din 80 perle lucrate din spondylus și din malachit; au formă de butoiaș și rondele (spondylus) și formă de rondele (malachit); din punct de vedere al dispunerii, cele de dimensiuni mari sunt în centru, cele mai mici spre capetele șiragului. | Muzeul Brăilei, Brăila                    | Cimec    |
|      | Colier              | Datare: 1/2 mil IV a.Chr. Descoperit: jud. Brăila, Brăila, Vadul Catagaței Material: malahit | Colier, alcătuit din 63 de mărgele, din care una din spondylus și 62 din malachit; 7 mărgele sunt bitronconice și 56 sunt discoidale. | Muzeul Brăilei, Brăila                    | Cimec    |
|      | Colier              | Datare: 1/2 mil IV a.Chr. Descoperit: jud. Brăila, Brăila, Vadul Catagaței Material: os | Colier, format din 4 mărgele tubulare, din os, cu marginile ușor teșite și secțiune rotundă. | Muzeul Brăilei, Brăila                    | Cimec    |
|      | Colier              | Datare: 2/2 mil IV a.Chr. Descoperit: jud. Brăila, Brăila, Vadul Catagaței Material: os | | Muzeul Brăilei, Brăila                    | Cimec    |
|      | Pandantiv           | Datare: 1/2 mil IV a.Chr. Descoperit: jud. Brăila, Brăila, Vadul Catagaței Material: marmură | Pandantiv, de formă ovală, spart din vechime; lucrat din marmură albă, lustruită; perforat la partea mai îngustă; spart și reperforat. | Muzeul Brăilei, Brăila                    | Cimec    |
|      | Cataramă discoidală | Datare: 2/2 mil IV a.Chr. - mil III a.Chr. Descoperit: jud. Brăila, Brăila, Vadul Catagaței Dimensiuni: orificiu de 19 mm Material: marmură; lustruire, perforare                               | Cataramă discoidală, de marmură de culoare albă, lustruită; formă discoidală cu orificiu de 19 mm; o suprafață este plană iar alta este tronconică. | Muzeul Brăilei, Brăila                    | Cimec    |
|      | Inel                | Datare: 1/2 mil IV a.Chr. - mil III a.Chr. Descoperit: jud. Brăila, Brăila, Vadul Catagaței Dimensiuni: orificiu de 21 mm diametru Material: os; șlefuire                                       | Inel, lucrat din os, cu orificiu de 21 mm diametru; secțiune semicirculară. | Muzeul Brăilei, Brăila                    | Cimec    |
|      | Inel                | Datare: 2/2 mil IV a.Chr. Descoperit: jud. Brăila, Brăila, Vadul Catagaței Dimensiuni: orificiu de 16 mm diametru Material: os; șlefuire                                                        | Inel, lucrat din os, cu orificiu de 16 mm diametru; secțiune triughiulară. | Muzeul Brăilei, Brăila                    | Cimec    |
|      | Cataramă discoidală | Datare: 1/2 mil IV a.Chr. Descoperit: jud. Brăila, Brăila, Vadul Catagaței Dimensiuni: orificiu cu diametrul de 11 mm Material: os; șlefuire, perforare                                         | Cataramă, lucrată din os; formă discoidală cu ambele fețe plane; orificiu cu diametrul de 11 mm. | Muzeul Brăilei, Brăila                    | Cimec    |
|      | Cataramă            | Datare: 1/2 mil III a.Chr. Descoperit: jud. Brăila, com. Vădeni, Baldovinești, Canton CFR Dimensiuni: orificiul central are diametrul 17 mm, două perforații de 4-4,5 mm Material: os; șlefuire | Cataramă, din os bine șlefuit; formă discoidală, cu o față plană și una tronconică; orificiul central are o mică gardină și diametrul 17 mm și două perforații de 4-4,5 mm. | Muzeul Brăilei, Brăila                    | Cimec    |
|      | Măsuță              | Datare: 2/2 mil V a.Chr. Descoperit: jud. Brăila, com. Brăila, Vadul Catagaței Dimensiuni: orificiul central are diametrul de 90 mm Material: lut; modelare cu mâna, ardere                     | Măsuță de cult, din pastă fină, acoperită cu slip netezit; culoare roșiatică; formă patrulateră, cu piciorușe de formă triunghiulară, dispuse la cele patru muchii; partea superioară este mărginită de o mică muchie; orificiul central are diametrul de 90 mm și este mărginit de o gardină înaltă de 22 mm; la partea superioară și pe gardina orificiului sunt urme de pictură cu roșu crud.     | Muzeul Brăilei, Brăila                    | Cimec    |
|      | Împungător          | Datare: 2/2 mil V a.Chr. Descoperit: jud. Brăila, Insurăței, Popina I A Material: os de mamifer; polizare, lustruire                                                                            | Împungător din os de mamifer, polizat și lustruit, vârf ascuțit, pe corp are urme de utilizare (luciu și tăieturi foarte fine). | Muzeul Brăilei, Brăila                    | Cimec    |